# Unown
Unown (アンノーン An'nōn?, Unknown en el original japonés) es una de las 1025 criaturas ficticias de la franquicia Pokémon.

## Información general
Los Unown son unos extraños Pokémon con forma de jeroglíficos que tienen 28 diferentes formas, basadas en las letras del Alfabeto latino, un signo de interrogación y un signo de exclamación. Siempre tienen similitudes con un cuerpo aplastado de color negro y un ojo. Siempre residen en misteriosas cámaras, sólo con otros Unown, siempre atrapados en paredes. Unown proviene de la palabra inglesa "Unknown" que, traducido al español, sería "desconocido".
Los Unown son Pokémon muy especiales. Se dice que tienen poderes secretos y que viven en otra dimensión. Otros dicen que son Pokémon en forma de letra y que son Pokémon que existen desde hace más de 1500 años, lo que hace pensar que los Unown son prehistóricos. Lo que se sabe de cierto es que cada uno de ellos corresponde a un carácter del alfabeto latino. Es por ello que existen numerosas formas de Unown, desde el Unown A, hasta el Unown Z. La primera vez que se supo de los Unown fue en los hallazgos arqueológicos de las Ruinas Alfa, en la región de Johto, pero desde los juegos de Generación III de Pokémon se han descubierto dos nuevas formas de Unown, el Unown ? y el Unown !, que se escondían en la Isla Sétima del archipiélago Archi7, al sur de la región de Kanto. Además, los Unown se caracterizan por aprender un único movimiento: Poder Oculto. Necesitan 1.000.000 puntos de experiencia para llegar al nivel 100.
Los Unown son de carácter tan misterioso, que llegan incluso a tener protagonismo en historias, como el creepypasta de internet Pokémon Lost Silver.

## En el anime
Los Unown aparecen en la película El hechizo de los Unown como los principales antagonistas. Los Unown crean un Entei que se hace pasar por el padre de una niña llamada Molly y le conceden todos sus deseos que, en su caso, es convertir el pueblo donde vive en cristal. Ash y sus amigos logran convencerla de que Entei no es su verdadero padre, quien en realidad desapareció al perderse en una excavación arqueológica en un templo Unown. Los Unown, dominados por los pensamientos de Molly, no son capaces de controlar sus poderes y extensas áreas del pueblo se convierten en cristal. Entei salva a todos atacando a los Unown, enviándolos de vuelta a su dimensión.
También estos Pokémon aparecen en la película Pokémon: The Rise of Darkrai en la primera batalla entre Palkia y Dialga, siendo empujados por la onda de choque de los ataques. Esto nos hace pensar que la dimensión donde habitan los Unown es la misma donde habitan Palkia y Dialga.
Unown también aparece en un capítulo de la liga Johto en que Larvitar se hace amigo de un Unown (el que representa la G) y este, al defender a Larvitar del Equipo Rocket, usa su poder especial el cual permite que Ash y sus amigos sean teletransportados a la conciencia de Larvitar, descubriendo muchas cosas respecto a él, en especial que fue separado de su madre cuando todavía estaba dentro del huevo.
- Datos: Q2037718
- Multimedia: Unown / Q2037718